# 4539 Miyagino
4539 Miyagino је астероид главног астероидног појаса чија средња удаљеност од Сунца износи 2,672 астрономских јединица (АЈ).
Апсолутна магнитуда астероида је 12,5.